# Palais d'Hiver (Lyon)
Pour l’article homonyme, voir Palais d'Hiver.
Le Palais d'Hiver était une salle de bal, de music-hall et de concert situé au 149, boulevard Stalingrad à la limite entre Lyon et Villeurbanne, construit à l'emplacement de l'ex piscine Delange, au sud-est du parc de la Tête-d'Or.  Pouvant accueillir jusqu'à 3 000 personnes à son inauguration en 1920 et 2500 lors de sa modernisation en 1963, il a été le plus grand music-hall d'Europe jusqu’à sa destruction en 1988. Depuis 1990 il a laissé place à des immeubles de bureaux.

## Présentation
La vie du palais d'hiver est lié à ses fondateurs, les frères Lamour et principalement Pierre Lamour puis son fils Roger. 
Dès son ouverture en 1920, c'est une salle de bal appréciée, équipée d'un bar américain et près de six cents tables, pouvant accueillir jusqu'à 3000 personnes, principalement entre septembre et avril.
Il a accueilli depuis les années 30 de nombreuses stars comme Fernandel, Joséphine Baker, Tino Rossi, Mistinguett, Maurice Chevalier, Nino Ferrer, Antoine, André Claveau, Yves Montand, Georges Brassens, Sidney Bechet, Serge Gainsbourg, Yves Duteil, Lucienne Boyer, Édith Piaf, Georges Guétary, Gilbert Bécaud, Charles Aznavour, Adamo, Les Chaussettes noires, Dalida, Jacques Brel, Mouloudji,  Les Chats sauvages, Duke Ellington, The Beatles, The Rolling Stones, The Beach Boys, Johnny Hallyday, Eddy Mitchell, Dave, Alice Dona, Michel Sardou, The Bee Gees, Jean Ferrat,  Nicoletta, Lionel Hampton, Claude François, Hervé Vilard, Sheila, Santana (groupe), ou encore Gérard Lenorman, Tina Turner, Bob Asklöf, Petula Clark, Henri Salvador, Barbara, Metallica, Mooris Albert, Albert Raisner, Julio Iglesias, Kenny Clark Francy Bolland Big Band, Ray Charles big-band, Michel Fugain, Demis Roussos, Phil Collins, Julien Clerc, etc...
L'animateur permanent était Jacky Thomas, d'autres parfois y présentaient des soirées exceptionnelles comme Jo Darlays et les Miss France, Robert Lajoy et l' Amicale des Artistes, Simone Garnier (marathon de la danse), ou Léo Mélian et La Roue Tourne... Jacky Thomas était aussi régisseur et maître de temps, il intervenait en première partie avant la vedette annoncée, et un groupe musical engagé pour un an  passait avant celle-ci.

## Historique

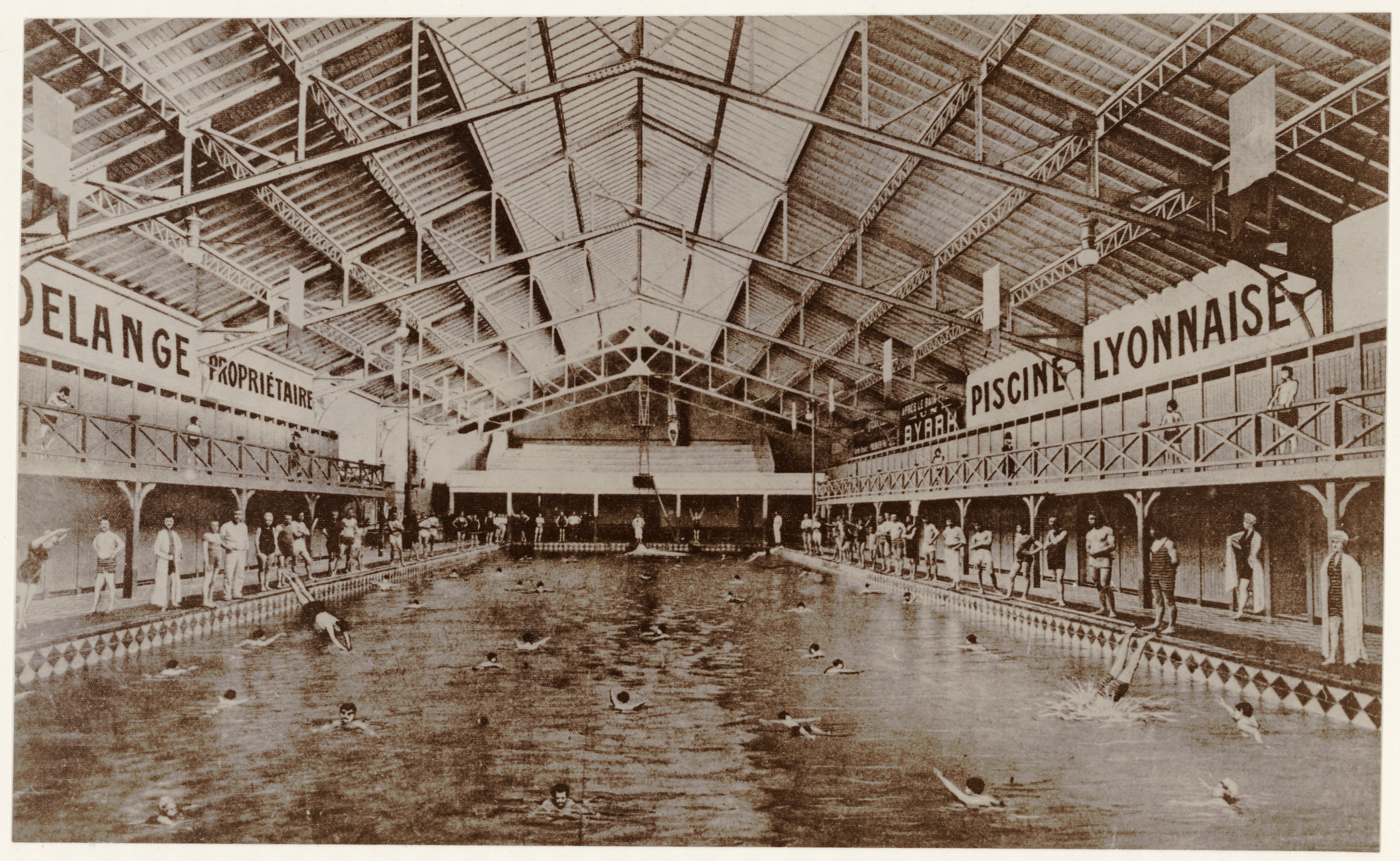
La piscine Delange vers 1910.

En 1920, les frères Lamour, propriétaires d'un restaurant rue Royale, font l'acquisition de la piscine-patinoire de Monsieur Delange et la transforment en salle de bal. Ils l'appellent « Le Palais d'Hiver ». Le 19 octobre 1920, trois mille personnes poussent les portes du Palais d'Hiver pour la première fois, un nom qui se voudra concurrencer le Palais d'Été de Montchat-Monplaisir à Lyon.
Devant ce succès, Pierre Lamour ouvre une annexe du Palais, un Club privé baptisé Le Lido.
En 1939, réquisitionné par l'armée d'occupation, le Palais d'Hiver est fermé au public. Plus tard, Roger Lamour, le fils de Pierre, se retrouve seul à la tête de ce grand music-hall et engage René Valéry de la Société des imprésarios de France.
À l'époque de Roger Lamour, Eddie Barclay, Claude Carrère,  Léon Cabat, Bruno Coquatrix et autres sont à la recherche d'artistes. Ils ne les cherchent pas à Lyon, mais envoient de Paris ceux qu'ils lancent, pour  se faire les dents devant le public lyonnais, réputé difficile. Ce sont toutefois les musiciens de Lyon qui les accompagnent, entre autres les groupes de Raoul Bruckert, Daniel Bérrard, Bruno Yozelli, Jacky Mallerey, The king Bees, Georges Ducros, Maurice de Thou, ou des belges Eddy de Latte, ou groupes du midi Pol Malburet .... Avec les artistes et grands orchestres qui se programment, le Palais d'Hiver travaille tous les jours à guichets fermés. Les grosses associations ou entreprises y font leur gala annuel, Olympique Lyonnais, ASVEL, L.o.u., Comité Miss France, Crédit Mutuel, Berliet, Rhône-Poulenc,etc... Les trois pôles du Music-Hall et du Jazz en France sont l'Olympia de Paris, Le Palais d'Hiver de Lyon, et le Sporting de Monaco avec Aimé Barelli.

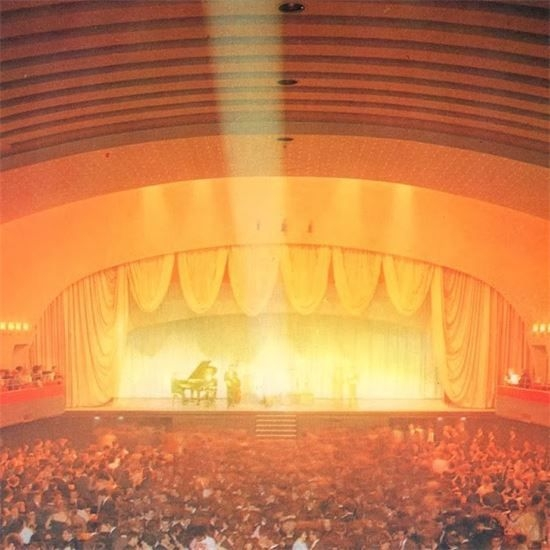
Palais d'Hiver Lyon-Villeurbanne

Le 8 octobre 1962 à 4 heures du matin, un incendie anéantit le Palais d'Hiver. Une enquête de police conclura à un accident. Grâce à la ténacité de Roger Lamour et du soutien de son personnel et de ses clients, Lamour reconstruit le Palais d'Hiver en plus grand, avec de meilleurs normes et du matériel de grande qualité. Le 7 novembre 1963, c'est « Monsieur 100 000 volts », la vedette Gilbert Bécaud qui inaugurera la réouverture du Palais d'Hiver, comme plus tard il le fit pour l'Olympia. Le plus grand music-hall d'Europe devient célèbre dans le monde entier. 
Le Palais d'Hiver connaît ensuite de grandes difficultés financières. Les charges et responsabilités reposent sur Roger Lamour au détriment de sa santé. Le 5 octobre 1974, après avoir laissé une lettre sur son bureau, Roger Lamour décide de mettre fin à ses jours et se tire une balle dans la tête. Après cette disparition, Pierre-Yves Lamour, aîné des trois enfants de Roger Lamour, apprend le métier d'entrepreneur de spectacles et se met à la tête de l'empire. À cause de mauvaise gestion et de la concurrence de nouvelles salles en France, le Palais d'Hiver s'effondre peu à peu, mais il reste branché sur 20 000 watts et le rock pur et dur investit la scène de ce Music-Hall.
Le 24 février 1978, le chanteur Claude François, après dix galas dans  ce palace, donne le dernier concert de sa carrière. Dans les années 60 il y avait trouvé Isabelle-Anne Marie la mère de ses enfants, danseuse du groupe permanent.
Le 8 juin 1981, Pierre-Yves-Lamour se tue au volant de sa voiture - qui sortait de révision - à cause d'une fuite d'huile qui lui fait perdre le contrôle du véhicule. Après cette nouvelle disparition, suivie du décès de l'épouse de Roger Lamour, Irène Lamour, la dynastie Lamour s'éteint et le Palais d'Hiver aussi. Malgré les efforts de ses plus fidèles employés comme Pierre Peyroche (un amoureux du Palais d’Hiver, serveur devenu responsable du personnel) et d'autres qui tentent de le sauver, le dépôt de bilan est inéluctable.
C'est le 9 décembre 1985 que le Palais d'Hiver ferme ses portes définitivement. Le batîment n'est pas inscrit à l'inventaire des Bâtiments de France, et il sera détruit à la fin de l'été 1988. Un immeuble de bureaux est construit à son emplacement sur lequel est apposé une plaque remémorant l'existence à Lyon-Villeurbanne du Palais d'Hiver.